# Giro d'Itàlia de 2008
El Giro d'Itàlia 2008 és la 91a edició d'aquesta cursa ciclista italiana. Es disputà entre el 10 de maig i l'1 de juny de 2008 sobre 3.424 km, amb un recorregut que discorria entre Palerm i Milà.
El vencedor final de la cursa fou el madrileny Alberto Contador, de l'equip Astana, que fou seguit al pòdium pels italians Ricardo Riccò, a 1'57" i Marzio Bruseghin, a poc menys de 3'.
Amb aquest triomf Alberto Contador es converteix en el segon espanyol en guanyar el Giro d'Itàlia, després que Miguel Indurain ho aconseguís en les edicions de 1992 i 1993. A més a més trenca la ratxa de 12 victòries italianes consecutives al Giro, ja que des que Pàvel Tonkov guanyà el 1996 cap ciclista no italià ho havia aconseguit.
La cursa comptà amb quatre arribades en alt, a més d'una cronoescalada a Plan de Corones, una contrarellotge per equips a Palerm (1a etapa) i dues contrarellotges individuals, sent la darrera a Milà, en la darrera etapa de la cursa.
A la cursa hi van prendre part 16 equips de categoria UCI ProTour i sis de categoria Continental Professional, ja que degut a la ruptura de relacions de les tres Grans Voltes amb l'UCI no hi foren presents tots els equips ProTour, ni es regí la cursa per les seves regles.

## Equips que prenen part al Giro d'Itàlia 2008
Els següents equips prenen part al Giro d'Itàlia 2008:
| País       | Codi UCI | Nom de l'equip                   |
| ---------- | -------- | -------------------------------- |
| França     | ALM      | Ag2r-La Mondiale                 |
| Luxemburg  | AST      | Astana Team                      |
| Regne Unit | BAR      | Barloworld                       |
| Espanya    | GCE      | Caisse d'Epargne                 |
| França     | COF      | Cofidis, Le Crédit par Téléphone |
| Irlanda    | CSF      | CSF Group-Navigare               |
| Veneçuela  | SDA      | Diquigiovanni-Androni            |
| Espanya    | EUS      | Euskaltel-Euskadi                |
| França     | FDJ      | Française des Jeux               |
| Alemanya   | GST      | Gerolsteiner                     |
| Itàlia     | LAM      | Lampre                           |

| País          | Codi UCI | Nom de l'equip         |
| ------------- | -------- | ---------------------- |
| Itàlia        | LIQ      | Liquigas               |
| IRL           | LPR      | L.P.R. Brakes          |
| Bèlgica       | QST      | Quick Step             |
| Països Baixos | RAB      | Rabobank               |
| Espanya       | SDV      | Saunier Duval-Scott    |
| Bèlgica       | SIL      | Silence-Lotto          |
| Estats Units  | TSL      | Slipstream             |
| Dinamarca     | CSC      | Team CSC               |
| Estats Units  | THR      | Team High Road         |
| Alemanya      | MRM      | Team Milram            |
| Itàlia        | TCS      | Tinkoff Credit Systems |

Inicialment hi hagué quatre equips de l'UCI ProTour que no foren convidats a la cursa: Team Astana, Team High Road, Bouygues Télécom i Crédit Agricole. L'equip continental Acqua & Sapone-Caffè Mokambo, guanyador de dues etapes en l'edició de 2007 tampoc fou convidat. La direcció del Giro argumentà que la selecció dels equips s'havia fet seguint criteris d'ètica, qualitat, internacionalitat i relacions a llarg termini amb la cursa.
Amb tot, posteriorment els equips Team Astana i Team High Road foren convidats a participar-hi.

## Etapes
| Número | Data       | Inici - final                            | Distància (en km) | Guanyador                | Líder                 |
| ------ | ---------- | ---------------------------------------- | ----------------- | ------------------------ | --------------------- |
| 1a     | 10 de maig | Palerm - Palerm                          | 23,6 (CRE)        | Team Slipstream-Chipotle | Christian Vande Velde |
| 2a     | 11 de maig | Cefalù - Agrigento                       | 207               | Riccardo Riccò           | Franco Pellizotti     |
| 3a     | 12 de maig | Catania - Milazzo                        | 221               | Daniele Bennati          | Franco Pellizotti     |
| 4a     | 13 de maig | Pizzo Calabro - Catanzaro                | 183               | Mark Cavendish           | Franco Pellizotti     |
| 5a     | 14 de maig | Belvedere Marittimo - Contursi Terme     | 203               | Pavel Brutt              | Franco Pellizotti     |
| 6a     | 15 de maig | Potenza - Peschici                       | 231               | Matteo Priamo            | Giovanni Visconti     |
| 7a     | 16 de maig | Vasto - Pescocostanzo                    | 180               | Gabriele Bosisio         | Giovanni Visconti     |
| 8a     | 17 de maig | Rivisondoli - Tívoli                     | 208               | Riccardo Riccò           | Giovanni Visconti     |
| 9a     | 18 de maig | Civitavecchia - San Vincenzo             | 218               | Daniele Bennati          | Giovanni Visconti     |
| 10a    | 20 de maig | Pesaro - Urbino                          | 39,4 (CRI)        | Marzio Bruseghin         | Giovanni Visconti     |
| 11a    | 21 de maig | Urbania - Cesena                         | 199               | Alessandro Bertolini     | Giovanni Visconti     |
| 12a    | 22 de maig | Forlì- Carpi                             | 172               | Daniele Bennati          | Giovanni Visconti     |
| 13a    | 23 de maig | Mòdena - Cittadella                      | 177               | Mark Cavendish           | Giovanni Visconti     |
| 14a    | 24 de maig | Verona - Alpe di Pampeago                | 195               | Emanuele Sella           | Gabriele Bosisio      |
| 15a    | 25 de maig | Arabba - Passo Fedaia                    | 153               | Emanuele Sella           | Alberto Contador      |
| 16a    | 26 de maig | San Vigilio di Marebbe - Plan de Corones | 12,9 (CRI)        | Franco Pellizotti        | Alberto Contador      |
| 17a    | 28 de maig | Sondrio - Locarno (SUI)                  | 146               | André Greipel            | Alberto Contador      |
| 18a    | 29 de maig | Mendrisio (SUI)-Varese                   | 147               | Jens Voigt               | Alberto Contador      |
| 19a    | 30 de maig | Legnano - Monte Pora                     | 238               | Vassil Kirienka          | Alberto Contador      |
| 20a    | 31 de maig | Rovetta - Tirano                         | 224               | Emanuele Sella           | Alberto Contador      |
| 21a    | 1 de juny  | Cesano Maderno - Milà                    | 28,5 (CRI)        | Marco Pinotti            | Alberto Contador      |

Etapa 1 - 10 de maig de 2008: Palerm - Palerm, 28,5 km (CRE):
|   | Equip          | Temps   |
| - | -------------- | ------- |
| 1 | Slipstream     | 26' 32" |
| 2 | Team CSC       | + 6"    |
| 3 | Team High Road | s.t.    |
| 4 | Liquigas       | + 8"    |
| 5 | Barloworld     | + 13"   |

|   | Ciclista              | Equip      | Temps   |
| - | --------------------- | ---------- | ------- |
| 1 | Christian Vande Velde | Slipstream | 26' 32" |
| 2 | David Zabriskie       | Slipstream | m. t.   |
| 3 | Ryder Hesjedal        | Slipstream | m. t.   |
| 4 | Julian Dean           | Slipstream | m. t.   |
| 5 | Magnus Bäckstedt      | Slipstream | m. t.   |

Etapa 2 - 11 de maig de 2008: Cefalù - Agrigento, 207 km:
|   | Ciclista          | Equip               | Temps      |
| - | ----------------- | ------------------- | ---------- |
| 1 | Riccardo Riccò    | Saunier Duval-Scott | 5h 48' 35" |
| 2 | Danilo Di Luca    | L.P.R. Brakes       | m. t.      |
| 3 | Davide Rebellin   | Gerolsteiner        | m. t.      |
| 4 | Franco Pellizotti | Liquigas            | m. t.      |
| 5 | Paolo Savoldelli  | L.P.R. Brakes       | m. t.      |

|   | Ciclista              | Equip          | Temps      |
| - | --------------------- | -------------- | ---------- |
| 1 | Franco Pellizotti     | Liquigas       | 6h 15' 16" |
| 2 | Christian Vande Velde | Slipstream     | + 1"       |
| 3 | Chris Anker Sørensen  | Team CSC       | + 7"       |
| 4 | Danilo Di Luca        | L.P.R. Brakes  | m. t.      |
| 5 | Morris Possoni        | Team High Road | + 8"       |

Etapa 3 - 12 de maig de 2008: Catània - Milazzo, 208 km:
|   | Ciclista        | Equip                  | Temps      |
| - | --------------- | ---------------------- | ---------- |
| 1 | Daniele Bennati | Liquigas               | 5h 37' 01" |
| 2 | Erik Zabel      | Team Milram            | m. t.      |
| 3 | Danilo Hondo    | Diquigiovanni-Androni  | m. t.      |
| 4 | Thomas Fothen   | Gerolsteiner           | m. t.      |
| 5 | Alberto Loddo   | Tinkoff Credit Systems | m. t.      |

|   | Ciclista              | Equip          | Temps       |
| - | --------------------- | -------------- | ----------- |
| 1 | Franco Pellizotti     | Liquigas       | 11h 52' 17" |
| 2 | Christian Vande Velde | Slipstream     | + 1"        |
| 3 | Danilo Di Luca        | L.P.R. Brakes  | + 7"        |
| 4 | Morris Possoni        | Team High Road | + 8"        |
| 5 | Vincenzo Nibali       | Liquigas       | + 8"        |

Etapa 4 - 13 de maig de 2008: Pizzo Calabro - Catanzaro, 197 km:
|   | Ciclista         | Equip          | Temps      |
| - | ---------------- | -------------- | ---------- |
| 1 | Mark Cavendish   | Team High Road | 4h 49' 09" |
| 2 | Robert Förster   | Gerolsteiner   | m. t.      |
| 3 | Daniele Bennati  | Liquigas       | m. t.      |
| 4 | Assan Bazàiev    | Astana         | m. t.      |
| 5 | Mirco Lorenzetto | Lampre         | m. t.      |

|   | Ciclista              | Equip          | Temps       |
| - | --------------------- | -------------- | ----------- |
| 1 | Franco Pellizotti     | Liquigas       | 16h 41' 26" |
| 2 | Christian Vande Velde | Slipstream     | + 1"        |
| 3 | Danilo Di Luca        | L.P.R. Brakes  | + 7"        |
| 4 | Morris Possoni        | Team High Road | + 8"        |
| 5 | Vincenzo Nibali       | Liquigas       | + 8"        |

Etapa 5 - 14 de maig de 2008: Belvedere Marittimo - Contursi Terme, 170 km:
|   | Ciclista            | Equip                  | Temps      |
| - | ------------------- | ---------------------- | ---------- |
| 1 | Pàvel Brut          | Tinkoff Credit Systems | 5h 04' 52" |
| 2 | Johannes Fröhlinger | Gerolsteiner           | + 4"       |
| 3 | Luis Felipe Laverde | CSF Group-Navigare     | + 10"      |
| 4 | Francisco Pérez     | Caisse d'Epargne       | + 25"      |
| 5 | Paolo Bettini       | Quick Step             | + 31"      |

|   | Ciclista              | Equip          | Temps       |
| - | --------------------- | -------------- | ----------- |
| 1 | Franco Pellizotti     | Liquigas       | 21h 46' 49" |
| 2 | Christian Vande Velde | Slipstream     | + 1"        |
| 3 | Danilo Di Luca        | L.P.R. Brakes  | + 7"        |
| 4 | Morris Possoni        | Team High Road | + 8"        |
| 5 | Vincenzo Nibali       | Liquigas       | + 8"        |

Etapa 6 - 15 de maig de 2008: Potenza - Peschici, 231,6 km:
L'etapa fou escurçada, eliminant el circuit final, després de les converses mantingudes entre els ciclistes i l'organització. Aquesta retallada comportà que l'etapa passés dels 265 km previstos inicialment als 231,6, sent, amb tot, encara l'etapa més llarga d'aquesta edició del Giro d'Itàlia.
|   | Ciclista        | Equip                  | Temps      |
| - | --------------- | ---------------------- | ---------- |
| 1 | Matteo Priamo   | CSF Group-Navigare     | 5h 24' 49" |
| 2 | Alan Pérez      | Euskaltel-Euskadi      | + 8"       |
| 3 | Nikolai Trússov | Tinkoff Credit Systems | + 27"      |
| 4 | Paul Martens    | Rabobank               | + 31"      |
| 5 | Maksim Iglinski | Astana Team            | + 32"      |

|   | Ciclista          | Equip             | Temps       |
| - | ----------------- | ----------------- | ----------- |
| 1 | Giovanni Visconti | Quick Step        | 27h 14' 04" |
| 2 | Matthias Russ     | Gerolsteiner      | m. t.       |
| 3 | Daniele Nardello  | Diquigiovanni     | + 1' 22"    |
| 4 | Alan Pérez        | Euskaltel-Euskadi | + 4' 42"    |
| 5 | Francesco Gavazzi | Lampre            | + 5' 34"    |

Etapa 7 - 16 de maig de 2008: Vasto - Pescocostanzo, 197 km:
|   | Ciclista         | Equip                  | Temps      |
| - | ---------------- | ---------------------- | ---------- |
| 1 | Gabriele Bosisio | L.P.R. Brakes-Ballan   | 4h 55' 05" |
| 2 | Vassil Kirienka  | Tinkoff Credit Systems | + 46"      |
| 3 | Emanuele Sella   | CSF Group-Navigare     | + 1' 02"   |
| 4 | Félix Cárdenas   | Barloworld             | + 1' 33"   |
| 5 | Danilo Di Luca   | L.P.R. Brakes-Ballan   | + 2' 04"   |

|   | Ciclista          | Equip                | Temps       |
| - | ----------------- | -------------------- | ----------- |
| 1 | Giovanni Visconti | Quick Step           | 32h 03' 01" |
| 2 | Matthias Russ     | Gerolsteiner         | + 9"        |
| 3 | Gabriele Bosisio  | L.P.R. Brakes-Ballan | + 5' 43"    |
| 4 | Danilo Di Luca    | L.P.R. Brakes-Ballan | + 7' 27"    |
| 5 | Emanuele Sella    | CSF Group-Navigare   | + 7' 36"    |

Etapa 8 - 17 de maig de 2008: Rivisondoli - Tívoli, 200 km:
|   | Ciclista            | Equip                | Temps      |
| - | ------------------- | -------------------- | ---------- |
| 1 | Ricardo Riccò       | Saunier Duval-Scott  | 4h 41' 05" |
| 2 | Paolo Bettini       | Quick Step           | m. t.      |
| 3 | Davide Rebellin     | Gerolsteiner         | m. t.      |
| 4 | Franco Pellizotti   | Liquigas             | m. t.      |
| 5 | Daniele Pietropolli | L.P.R. Brakes-Ballan | m. t.      |

|   | Ciclista          | Equip                | Temps       |
| - | ----------------- | -------------------- | ----------- |
| 1 | Giovanni Visconti | Quick Step           | 36h 44' 06" |
| 2 | Matthias Russ     | Gerolsteiner         | + 34"       |
| 3 | Gabriele Bosisio  | L.P.R. Brakes-Ballan | + 5' 53"    |
| 4 | Danilo Di Luca    | L.P.R. Brakes-Ballan | + 7' 27"    |
| 5 | Ricardo Riccò     | Saunier Duval-Scott  | + 7' 33"    |

Etapa 9 - 18 de maig de 2008: Civitavecchia - San Vincenzo, 194 km:
|   | Ciclista        | Equip             | Temps      |
| - | --------------- | ----------------- | ---------- |
| 1 | Daniele Bennati | Liquigas          | 5h 30' 06" |
| 2 | Paolo Bettini   | Quick Step        | m. t.      |
| 3 | Erik Zabel      | Team Milram       | m. t.      |
| 4 | Robbie McEwen   | Silence-Lotto     | m. t.      |
| 5 | Koldo Fernández | Euskaltel-Euskadi | m. t.      |

|   | Ciclista          | Equip                | Temps       |
| - | ----------------- | -------------------- | ----------- |
| 1 | Giovanni Visconti | Quick Step           | 42h 14' 16" |
| 2 | Matthias Russ     | Gerolsteiner         | + 34"       |
| 3 | Gabriele Bosisio  | L.P.R. Brakes-Ballan | + 5' 53"    |
| 4 | Danilo Di Luca    | L.P.R. Brakes-Ballan | + 7' 27"    |
| 5 | Emanuele Sella    | CSF Group-Navigare   | + 7' 32"    |

Etapa 10 - 20 de maig de 2008: Pesaro - Urbino, 36 km (CRI):
|   | Ciclista         | Equip                | Temps   |
| - | ---------------- | -------------------- | ------- |
| 1 | Marzio Bruseghin | Lampre               | 56' 41" |
| 2 | Alberto Contador | Astana               | + 8"    |
| 3 | Andreas Klöden   | Astana               | + 20"   |
| 4 | Marco Pinotti    | Team High Road       | + 36"   |
| 5 | Paolo Savoldelli | L.P.R. Brakes-Ballan | + 44"   |

|   | Ciclista          | Equip                | Temps       |
| - | ----------------- | -------------------- | ----------- |
| 1 | Giovanni Visconti | Quick Step           | 43h 12' 02" |
| 2 | Matthias Russ     | Gerolsteiner         | + 3' 31"    |
| 3 | Gabriele Bosisio  | L.P.R. Brakes-Ballan | + 5' 50"    |
| 4 | Alberto Contador  | Astana               | + 6' 59"    |
| 5 | Marzio Bruseghin  | Lampre               | + 7' 52"    |

Etapa 11 - 21 de maig de 2008: Urbania - Cesena, 193 km:
|   | Ciclisme             | Equip                 | Temps      |
| - | -------------------- | --------------------- | ---------- |
| 1 | Alessandro Bertolini | Diquigiovanni-Androni | 5h 44' 22" |
| 2 | Pablo Lastras        | Caisse d'Epargne      | + 5"       |
| 3 | Fortunato Baliani    | CSF Group-Navigare    | m. t.      |
| 4 | Tiziano Dall'Antonia | Française des Jeux    | + 41"      |
| 5 | Laurent Mangel       | Ag2r-La Mondiale      | + 1' 33"   |

|   | Ciclisme          | Equip                | Temps       |
| - | ----------------- | -------------------- | ----------- |
| 1 | Giovanni Visconti | Quick Step           | 49h 00' 17" |
| 2 | Gabriele Bosisio  | L.P.R. Brakes-Ballan | + 5' 50"    |
| 3 | Alberto Contador  | Astana               | + 6' 59"    |
| 4 | Marzio Bruseghin  | Lampre               | + 7' 52"    |
| 5 | Andreas Klöden    | Astana               | + 7' 54"    |

Etapa 12 - 22 de maig de 2008: Forlì - Carpi, 171 km:
|   | Ciclista        | Equip             | Temps      |
| - | --------------- | ----------------- | ---------- |
| 1 | Daniele Bennati | Liquigas          | 4h 05' 29" |
| 2 | Mark Cavendish  | Team High Road    | m. t.      |
| 3 | Robbie McEwen   | Silence-Lotto     | m. t.      |
| 4 | Koldo Fernández | Euskaltel-Euskadi | m. t.      |
| 5 | Paolo Bettini   | Quick Step        | m. t.      |

|   | Ciclista          | Equip                | Temps       |
| - | ----------------- | -------------------- | ----------- |
| 1 | Giovanni Visconti | Quick Step           | 53h 05' 46" |
| 2 | Gabriele Bosisio  | L.P.R. Brakes-Ballan | + 5' 50"    |
| 3 | Alberto Contador  | Astana               | + 6' 59"    |
| 4 | Marzio Bruseghin  | Lampre               | + 7' 52"    |
| 5 | Andreas Klöden    | Astana               | + 7' 54"    |

Etapa 13 - 23 de maig de 2008: Mòdena - Cittadella, 192 km:
|   | Ciclisme        | Equip               | Temps      |
| - | --------------- | ------------------- | ---------- |
| 1 | Mark Cavendish  | Team High Road      | 4h 11' 07" |
| 2 | Daniele Bennati | Liquigas            | m. t.      |
| 3 | Koldo Fernández | Euskaltel-Euskadi   | m. t.      |
| 4 | Erik Zabel      | Milram              | m. t.      |
| 5 | Julian Dean     | Slipstream Chipotle | m. t.      |

|   | Ciclisme          | Equip                | Temps       |
| - | ----------------- | -------------------- | ----------- |
| 1 | Giovanni Visconti | Quick Step           | 57h 17' 06" |
| 2 | Gabriele Bosisio  | L.P.R. Brakes-Ballan | + 5' 50"    |
| 3 | Alberto Contador  | Astana               | + 6' 59"    |
| 4 | Andreas Klöden    | Astana               | + 7' 41"    |
| 5 | Vincenzo Nibali   | Liquigas             | + 7' 51"    |

Etapa 14 - 24 de maig de 2008: Verona - Alpe di Pampeago, 195 km:
|   | Ciclista          | Equip                  | Temps      |
| - | ----------------- | ---------------------- | ---------- |
| 1 | Emanuele Sella    | CSF Group-Navigare     | 5h 37' 14" |
| 2 | Vassil Kirienka   | Tinkoff Credit Systems | + 4' 38"   |
| 3 | Joaquim Rodríguez | Caisse d'Epargne       | + 5' 08"   |
| 4 | José Rujano       | Caisse d'Epargne       | + 7' 28"   |
| 5 | Paolo Bettini     | Quick Step             | + 7' 58"   |

|   | Ciclista         | Equip                | Temps       |
| - | ---------------- | -------------------- | ----------- |
| 1 | Gabriele Bosisio | L.P.R. Brakes-Ballan | 63h 10' 47" |
| 2 | Alberto Contador | Astana               | + 5"        |
| 3 | Marzio Bruseghin | Lampre               | + 28"       |
| 4 | Riccardo Riccò   | Saunier Duval-Scott  | +1' 02"     |
| 5 | Danilo Di Luca   | L.P.R. Brakes-Ballan | +1' 07"     |

Etapa 15 - 25 de maig de 2008: Arabba - Passo Fedaia/Marmolada, 153 km:
|   | Ciclista           | Equip                 | Temps      |
| - | ------------------ | --------------------- | ---------- |
| 1 | Emanuele Sella     | CSF Group-Navigare    | 4h 53' 24" |
| 2 | Domenico Pozzovivo | CSF Group-Navigare    | + 2' 05"   |
| 3 | Riccardo Riccò     | Saunier Duval-Scott   | + 2' 10"   |
| 4 | Danilo Di Luca     | L.P.R. Brakes-Ballan  | + 2' 19"   |
| 5 | Gilberto Simoni    | Diquigiovanni-Androni | + 2' 26"   |

|   | Ciclista         | Equip                | Temps       |
| - | ---------------- | -------------------- | ----------- |
| 1 | Alberto Contador | Astana               | 68h 06' 43" |
| 2 | Riccardo Riccò   | Saunier Duval-Scott  | + 33"       |
| 3 | Danilo Di Luca   | L.P.R. Brakes-Ballan | + 55"       |
| 4 | Marzio Bruseghin | Lampre               | + 1' 18"    |
| 5 | Denís Ménxov     | Rabobank             | + 1' 20"    |

Etapa 16 - 26 de maig de 2008: Mareo - Plan de Corones, 13,8 km (CRI):
|   | Ciclista          | Equip                 | Temps   |
| - | ----------------- | --------------------- | ------- |
| 1 | Franco Pellizotti | Liquigas              | 40' 26" |
| 2 | Emanuele Sella    | CSF Group-Navigare    | + 6"    |
| 3 | Gilberto Simoni   | Diquigiovanni-Androni | + 17"   |
| 4 | Alberto Contador  | Astana                | + 22"   |
| 5 | Riccardo Riccò    | Saunier Duval-Scott   | + 30"   |

|   | Ciclista          | Equip                 | Temps       |
| - | ----------------- | --------------------- | ----------- |
| 1 | Alberto Contador  | Astana                | 68h 47' 31" |
| 2 | Riccardo Riccò    | Saunier Duval-Scott   | + 41"       |
| 3 | Gilberto Simoni   | Diquigiovanni-Androni | + 1' 21"    |
| 4 | Marzio Bruseghin  | Lampre                | + 2' 00"    |
| 5 | Franco Pellizotti | Liquigas              | + 2' 05"    |

Etapa 17 - 28 de maig de 2008: Sondrio - Locarno, 192 km:
|   | Ciclista        | Equip          | Temps      |
| - | --------------- | -------------- | ---------- |
| 1 | André Greipel   | Team High Road | 3h 27' 05" |
| 2 | Mark Cavendish  | Team High Road | m. t.      |
| 3 | Daniele Bennati | Liquigas       | m. t.      |
| 4 | Erik Zabel      | Milram         | m. t.      |
| 5 | Assan Bazàiev   | Astana         | m. t.      |

|   | Ciclista          | Equip                 | Temps       |
| - | ----------------- | --------------------- | ----------- |
| 1 | Alberto Contador  | Astana                | 72h 14' 40" |
| 2 | Riccardo Riccò    | Saunier Duval-Scott   | + 41"       |
| 3 | Gilberto Simoni   | Diquigiovanni-Androni | + 1' 21"    |
| 4 | Marzio Bruseghin  | Lampre                | + 2' 00"    |
| 5 | Franco Pellizotti | Liquigas              | + 2' 05"    |

Etapa 18 - 29 de maig de 2008: Mendrisio - Varese, 182 km:
|   | Ciclista          | Equip                | Temps      |
| - | ----------------- | -------------------- | ---------- |
| 1 | Jens Voigt        | Team CSC             | 3h 22' 46" |
| 2 | Giovanni Visconti | Quick Step           | + 1' 07"   |
| 3 | Rinaldo Nocentini | Ag2r-La Mondiale     | m. t.      |
| 4 | Gabriele Bosisio  | L.P.R. Brakes-Ballan | m. t.      |
| 5 | Daniele Bennati   | Liquigas             | + 2' 04"   |

|   | Ciclista          | Equip                 | Temps       |
| - | ----------------- | --------------------- | ----------- |
| 1 | Alberto Contador  | Astana                | 75h 45' 17" |
| 2 | Riccardo Riccò    | Saunier Duval-Scott   | + 41"       |
| 3 | Gilberto Simoni   | Diquigiovanni-Androni | + 1' 21"    |
| 4 | Marzio Bruseghin  | Lampre                | + 2' 00"    |
| 5 | Franco Pellizotti | Liquigas              | + 2' 05"    |

Etapa 19 - 30 de maig de 2008: Legnano - Presolana/Monte Pora, 228 km:
|   | Ciclista          | Equip                  | Temps      |
| - | ----------------- | ---------------------- | ---------- |
| 1 | Vassil Kirienka   | Tinkoff Credit Systems | 6h 37' 32" |
| 2 | Danilo Di Luca    | L.P.R. Brakes-Ballan   | + 4' 36"   |
| 3 | Alexander Efimkin | Quick Step             | + 4' 43"   |
| 4 | Steven Cummings   | Barloworld             | + 5' 25"   |
| 5 | Ricardo Riccò     | Saunier Duval-Scott    | + 5' 44"   |

|   | Ciclista          | Equip                | Temps       |
| - | ----------------- | -------------------- | ----------- |
| 1 | Alberto Contador  | Astana               | 82h 29' 10" |
| 2 | Ricardo Riccò     | Saunier Duval-Scott  | + 4"        |
| 3 | Danilo Di Luca    | L.P.R. Brakes-Ballan | + 21"       |
| 4 | Marzio Bruseghin  | Lampre               | + 2' 00"    |
| 5 | Franco Pellizotti | Liquigas             | + 2' 05"    |

Etapa 20 - 31 de maig de 2008: Rovetta - Tirano, 224 km:
|   | Ciclista          | Equip                 | Temps      |
| - | ----------------- | --------------------- | ---------- |
| 1 | Emanuele Sella    | CSF Group-Navigare    | 6h 52' 45" |
| 2 | Gilberto Simoni   | Diquigiovanni-Androni | + 1' 04"   |
| 3 | Joaquim Rodríguez | Caisse d'Epargne      | + 1' 21"   |
| 4 | Ricardo Riccò     | Saunier Duval-Scott   | + 1' 30"   |
| 5 | Alberto Contador  | Astana                | m. t.      |

|   | Ciclista          | Equip               | Temps       |
| - | ----------------- | ------------------- | ----------- |
| 1 | Alberto Contador  | Astana              | 89h 23' 25" |
| 2 | Ricardo Riccò     | Saunier Duval-Scott | + 4"        |
| 3 | Marzio Bruseghin  | Lampre              | + 2' 00"    |
| 4 | Franco Pellizotti | Liquigas            | + 2' 05"    |
| 5 | Emanuele Sella    | CSF Group-Navigare  | + 2' 35"    |

Etapa 21 - 1 de juny de 2008: Cesano Maderno - Milà, 23,5 km (CRI):
|   | Ciclista              | Equip                  | Temps   |
| - | --------------------- | ---------------------- | ------- |
| 1 | Marco Pinotti         | Team High Road         | 32' 45" |
| 2 | Tony Martin           | Team High Road         | + 7"    |
| 3 | Mikhaïl Ignàtiev      | Tinkoff Credit Systems | + 10"   |
| 4 | Bradley Wiggins       | Team High Road         | + 13"   |
| 5 | Christian Vande Velde | Slipstream Chipotle    | + 22"   |

|   | Ciclista          | Equip               | Temps       |
| - | ----------------- | ------------------- | ----------- |
| 1 | Alberto Contador  | Astana              | 89h 56' 49" |
| 2 | Ricardo Riccò     | Saunier Duval-Scott | + 1' 57"    |
| 3 | Marzio Bruseghin  | Lampre              | + 2' 54"    |
| 4 | Franco Pellizotti | Liquigas            | + 2' 56"    |
| 5 | Denís Ménxov      | Rabobank            | + 3' 37"    |

## Classificacions finals

### Classificació general
|    | Ciclista              | Equip                 | Temps       |
| -- | --------------------- | --------------------- | ----------- |
| 1  | Alberto Contador      | Astana                | 89h 56' 49" |
| 2  | Ricardo Riccò         | Saunier Duval-Scott   | + 1' 57"    |
| 3  | Marzio Bruseghin      | Lampre                | + 2' 54"    |
| 4  | Franco Pellizotti     | Liquigas              | + 2' 56"    |
| 5  | Denís Ménxov          | Rabobank              | + 3' 37"    |
| 6  | Emanuele Sella        | CSF Group-Navigare    | + 4' 31"    |
| 7  | Jurgen van den Broeck | Silence-Lotto         | + 6' 30"    |
| 8  | Danilo Di Luca        | L.P.R. Brakes-Ballan  | + 7' 15"    |
| 9  | Domenico Pozzovivo    | CSF Group-Navigare    | + 7' 53"    |
| 10 | Gilberto Simoni       | Diquigiovanni-Androni | + 11' 03"   |

### Classificació de la muntanya
El Gran Premio della Montagna és la classificació basada en els punts obtinguts pels ciclistes que arriben en les primeres posicions als diferents ports de muntanya que s'ascendeixen durant la cursa. El líder de la classificació duu un mallot verd, la maglia verde.
|   | Ciclista             | Equip                  | Punts |
| - | -------------------- | ---------------------- | ----- |
| 1 | Emanuele Sella       | CSF Group-Navigare     | 136   |
| 2 | Vassil Kirienka      | Tinkoff Credit Systems | 63    |
| 3 | Fortunato Baliani    | CSF Group-Navigare     | 48    |
| 4 | Julio Alberto Pérez  | CSF Group-Navigare     | 20    |
| 5 | Alessandro Bertolini | Diquigiovanni-Androni  | 20    |

### Classificació per punts
La classificació per punts, o maglia ciclamino, és obtinguda pel ciclista que acumula més punts a les diferents arribades (puntuen els 15 primers ciclistes de cada etapa).
|   | Ciclista        | Equip               | Punts |
| - | --------------- | ------------------- | ----- |
| 1 | Daniele Bennati | Liquigas            | 189   |
| 2 | Emanuele Sella  | CSF Group-Navigare  | 138   |
| 3 | Ricardo Riccò   | Saunier Duval-Scott | 131   |
| 4 | Mark Cavendish  | Team High Road      | 106   |
| 5 | Paolo Bettini   | Quick Step          | 106   |

## Evolució de les classificacions
| Etapa (Vencedor)                  | Classificació general Maglia rosa | Classificació de la muntanya Maglia verde | Classificació dels punts Maglia ciclamino | Classificació dels joves Maglia bianca | Trofeu Fast Team   | Trofeu Super Team    |
| --------------------------------- | --------------------------------- | ----------------------------------------- | ----------------------------------------- | -------------------------------------- | ------------------ | -------------------- |
| 0Etapa 1 CRE (Slipstream)         | Christian Vande Velde             | no n'hi ha                                | no n'hi ha                                | Chris Anker Sørensen                   | Slipstream         | no n'hi ha           |
| 0Etapa 2 (Riccardo Riccò)         | Franco Pellizotti                 | Emanuele Sella                            | Riccardo Riccò                            | Chris Anker Sørensen                   | Liquigas           | L.P.R. Brakes-Ballan |
| 0Etapa 3 (Daniele Bennati)        | Franco Pellizotti                 | Emanuele Sella                            | Daniele Bennati                           | Morris Possoni                         | Liquigas           | Gerolsteiner         |
| 0Etapa 4 (Mark Cavendish)         | Franco Pellizotti                 | Emanuele Sella                            | Daniele Bennati                           | Morris Possoni                         | Liquigas           | Gerolsteiner         |
| 0Etapa 5 (Pàvel Brut)             | Franco Pellizotti                 | Emanuele Sella                            | Daniele Bennati                           | Morris Possoni                         | Liquigas           | Gerolsteiner         |
| 0Etapa 6 (Matteo Priamo)          | Giovanni Visconti                 | Emanuele Sella                            | Daniele Bennati                           | Giovanni Visconti                      | Astana Team        | Gerolsteiner         |
| 0Etapa 7 (Gabriele Bosisio)       | Giovanni Visconti                 | Emanuele Sella                            | Daniele Bennati                           | Giovanni Visconti                      | CSF Group-Navigare | Gerolsteiner         |
| 0Etapa 8 (Riccardo Riccò)         | Giovanni Visconti                 | Emanuele Sella                            | Riccardo Riccò                            | Giovanni Visconti                      | CSF Group-Navigare | L.P.R. Brakes-Ballan |
| 0Etapa 9 (Daniele Bennati)        | Giovanni Visconti                 | Emanuele Sella                            | Daniele Bennati                           | Giovanni Visconti                      | CSF Group-Navigare | Gerolsteiner         |
| 0Etapa 10 CRI (Marzio Bruseghin)  | Giovanni Visconti                 | Emanuele Sella                            | Daniele Bennati                           | Giovanni Visconti                      | Astana             | Astana               |
| 0Etapa 11 (Alessandro Bertolini)  | Giovanni Visconti                 | Emanuele Sella                            | Daniele Bennati                           | Giovanni Visconti                      | Astana             | Astana               |
| 0Etapa 12 (Daniele Bennati)       | Giovanni Visconti                 | Emanuele Sella                            | Daniele Bennati                           | Giovanni Visconti                      | Astana             | Astana               |
| 0Etapa 13 (Mark Cavendish)        | Giovanni Visconti                 | Emanuele Sella                            | Daniele Bennati                           | Giovanni Visconti                      | Astana             | Liquigas             |
| 0Etapa 14 (Emanuele Sella)        | Gabriele Bosisio                  | Emanuele Sella                            | Daniele Bennati                           | Riccardo Riccò                         | CSF Group-Navigare | Liquigas             |
| 0Etapa 15 (Emanuele Sella)        | Alberto Contador                  | Emanuele Sella                            | Daniele Bennati                           | Riccardo Riccò                         | CSF Group-Navigare | Liquigas             |
| 0Etapa 16 CRI (Franco Pellizotti) | Alberto Contador                  | Emanuele Sella                            | Daniele Bennati                           | Riccardo Riccò                         | CSF Group-Navigare | Liquigas             |
| 0Etapa 17 (André Greipel)         | Alberto Contador                  | Emanuele Sella                            | Daniele Bennati                           | Riccardo Riccò                         | CSF Group-Navigare | Liquigas             |
| 0Etapa 18 (Jens Voigt)            | Alberto Contador                  | Emanuele Sella                            | Daniele Bennati                           | Riccardo Riccò                         | CSF Group-Navigare | Liquigas             |
| 0Etapa 19 (Vassil Kirienka)       | Alberto Contador                  | Emanuele Sella                            | Daniele Bennati                           | Riccardo Riccò                         | CSF Group-Navigare | Liquigas             |
| 0Stage 20 (Emanuele Sella)        | Alberto Contador                  | Emanuele Sella                            | Daniele Bennati                           | Riccardo Riccò                         | CSF Group-Navigare | Liquigas             |
| 0Etapa 21 CRI (Marco Pinotti)     | Alberto Contador                  | Emanuele Sella                            | Daniele Bennati                           | Riccardo Riccò                         | CSF Group-Navigare | Liquigas             |
| Final                             | Alberto Contador                  | Emanuele Sella                            | Daniele Bennati                           | Riccardo Riccò                         | CSF Group-Navigare | Liquigas             |

Maillots que foren duts per altres ciclistes quan un ciclista liderava dues o més classificacions: 
- Entre les etapes 7 i 11, Matthias Russ vestí la maglia bianca
- Entre les etapes 12 i 14 Vincenzo Nibali vestí la maglia bianca